# Палагружа (насеље)
Палагружа је насељено место у саставу града Комиже, на острву Палагружи, Сплитско-далматинска жупанија, Република Хрватска.

## Историја
До територијалне реорганизације у Хрватској налазила се у саставу старе општине Ластово.

## Становништво
На попису становништва 2011. године, Палагружа није имала становника.
| Број становника по пописима | Број становника по пописима | Број становника по пописима | Број становника по пописима | Број становника по пописима | Број становника по пописима | Број становника по пописима | Број становника по пописима | Број становника по пописима | Број становника по пописима | Број становника по пописима | Број становника по пописима | Број становника по пописима | Број становника по пописима | Број становника по пописима | Број становника по пописима |
| --------------------------- | --------------------------- | --------------------------- | --------------------------- | --------------------------- | --------------------------- | --------------------------- | --------------------------- | --------------------------- | --------------------------- | --------------------------- | --------------------------- | --------------------------- | --------------------------- | --------------------------- | --------------------------- |
| 1857                        | 1869                        | 1880                        | 1890                        | 1900                        | 1910                        | 1921                        | 1931                        | 1948                        | 1953                        | 1961                        | 1971                        | 1981                        | 1991                        | 2001                        | 2011                        |
| 0                           | 0                           | 21                          | 13                          | 3                           | 20                          | 0                           | 10                          | 6                           | 36                          | 8                           | 13                          | 0                           | 7                           | 0                           | 0                           |

Напомена: Исказује се од 1991. као самостално насеље настало издвајањем из насеља Комижа, где су и садржани подаци за 1857, 1869. и 1921. У 1981. и 2001. без становника.

### Попис1991.
На попису становништва 1991. године, насељено место Палагружа је имало 7 становника, следећег националног састава:
| Попис 1991.‍  | Попис 1991.‍  | Попис 1991.‍ | Попис 1991.‍ | Попис 1991.‍ |
| ------------ | ------------ | ----------- | ----------- | ----------- |
|              |              |             |             |             |
| Хрвати       | Хрвати       |             | 4           | 57,14%      |
| неопредељени | неопредељени |             | 1           | 14,28%      |
| непознато    | непознато    |             | 2           | 28,57%      |
| укупно: 7    |              |             |             |             |